# Abel Chabal
Pour les articles homonymes, voir Chabal.
Abel Chabal (24 juillet 1910 - 23 juillet 1944) est un militaire et résistant français.

## Biographie

### Famille et jeunesse
Abel Félix Bertin Chabal est né le 24 juillet 1910 à Montjay, dans les Hautes-Alpes. Dernier des quatre enfants d'un couple d'agriculteurs, la Grande Guerre fit des ravages dans sa famille (un oncle tué, un gazé et un blessé).
Quoique doué pour les études, il doit quitter l’école avec le certificat d’études pour travailler la terre.

### Entre-deux-guerres
Abel Chabel effectue son service militaire au 2e régiment de zouaves à Oujda (Maroc), y arrivant le 31 octobre 1931. Il décide alors de faire carrière et réussit ses pelotons.
Il est zouave de 1re classe le 5 mars 1932, puis caporal le 16 avril 1932, puis caporal-chef le 16 septembre 1932 et enfin sergent le 24 avril 1933.
Alors rattaché au 1er régiment de zouaves, il veut servir dans l’armée des Alpes et rejoint successivement le 11e BCA (section de mitrailleuse) le 26 mars 1934, et le 70e BAF (3e compagnie) à Bourg-Saint-Maurice le 5 novembre 1935.
Breveté chef de section mitrailleur en 1937 avec une excellente moyenne de 17.7, il est nommé adjudant le 16 février 1940 puis adjudant-chef le 16 juin 1940,.

### Seconde guerre mondiale

#### Campagne de France(1940)
Sa résistance contre les Italiens (il combat toujours trois jours après l’armistice) lui vaut une citation et la croix de guerre 1939-1945.

#### Armée d'armistice(1940-1942)
Il est ensuite affecté à la 3e compagnie du 6e BCA revenant de Narvik jusqu'à la démobilisation de l’armée d’armistice. Il effectue un passage au centre d'instruction de haute montagne à Gresse-en-Vercors.
En novembre 1942, sous les ordres du chef de bataillon Albert de Seguin de Reyniès, il prend la route de Brié-et-Angonnes dans l'espoir d'un barrage d'honneur contre les troupes de l'Axe qui envahissent la zone libre. Au lieu de ce combat pour l'honneur de la France, l'ordre est donné le 23 novembre 1942 de dissoudre l'armée française, dont le 6e BCA. 

#### Résistance et maquis du Vercors (1942-1944)
Il retourne alors au foyer familial pour aider sa mère (un de ses frères étant déjà prisonnier), bien que ne pouvant accepter l'occupation et désireux de rejoindre les troupes de l'Afrique française du Nord, il préfère rester et soustraire quelques jeunes au STO et obtient une place aux Eaux et Forêts à Digne-les-Bains. Il envoie quelques-uns de ses protégés dans le Vercors en informant qu'il pourrait les rejoindre.
Sous les ordres du lieutenant Eysseric, les bribes du 6e BCA s'étant reformées grâce au camp du Vercors, sous les ordres de Seguin de Reyniès (chef de la résistance en Isère), Chabal est rappelé au début de 1944, mais il arrive trop tard, les Nazis ayant organisé une expédition en direction de Malleval, au cours duquel Eysseric et ses hommes (ainsi que des habitants) sont exécutés.
Il rejoint le maquis du Vercors en février 1944. Il est chargé par le commandant Seguin de Reyniès de constituer et d’entraîner une section, la « section Chabal », formée pour l’essentiel d’anciens du 6e BCA. Il en fait un outil de combat de premier ordre. 
Début juin 1944, les Allemands, sous les ordres du général Karl Pflaum, se lancent à l'assaut du plateau, commençant par une offensive sur Saint-Nizier-du-Moucherotte, où se tient la « compagnie Brisac ». 
Le 13 juin, une colonne allemande monte de Grenoble en direction des Guillets, au sud du village de Saint-Nizier. Alors que les Allemands s’apprêtent à prendre le dessus sur les hommes de Brisac tout en ayant presque encerclé la « section Lescot » (R. Bechmann, dit Lescot), Chabal et ses hommes sont envoyés sur place. Après avoir traversé le village en chantant à tue-tête La Marseillaise, la section Chabal rejoint les hommes de Lescot puis contre-attaquent en direction des Allemands. Au cours des combats qui s'ensuivent, les Allemands se replient puis redescendent sur Grenoble. La section Chabal déplore 3 morts : le caporal-chef Romier Antoine, le caporal Garant Gabriel et le chasseur Gaston Joseph.
L’ennemi revient en force deux jours plus tard ; Chabal tenant tête plusieurs heures pour permettre le repli vers Lans-en-Vercors.
Le 25 juin, il est nommé lieutenant par Marcel Descour, qui lui remet une nouvelle citation et la croix de guerre. Avec l’arrivée massive de maquisards, Chabal constitue une compagnie de chasseurs alpins qu’il engage à Valchevrière, le 21 juillet, contre les Gebirgsjäger ayant assailli quelques jours plus tôt le village de Vassieux grâce à des planeurs et des parachutistes. Le 23 juillet, au bout de deux jours d’une résistance héroïque contre un ennemi supérieur en nombre et en matériel, il est plusieurs fois blessé. Chabal rédige alors son dernier message qui est envoyé au PC du Vercors : « Je suis presque encerclé, nous nous apprêtons à faire Sidi-Brahim. Vive la France. »
Après avoir envoyé certains de ces chasseurs sur le sommet surplombant la position du belvédère, Chabal tire au bazooka, puis au fusil-mitrailleur, trouvant la force de jeter dans le ravin son carnet où sont consignés ses directives et le nom de ses hommes, avant de succomber, la veille de ses 34 ans.
Le corps du lieutenant est relevé et inhumé le 25 août 1944 à Villard-de-Lans avant de rejoindre le berceau de famille à Montjay.

## Distinctions

### Décorations
- Chevalier de la Légion d'honneur à titre posthume[5]
- Croix de guerre 1939–1945 (trois citations)[5]

### Reconnaissance
- Mort pour la France[5]
- Homologation « lieutenant » au titre des Forces françaises de l'intérieur[5]

## Odonymie
Une rue de Grenoble (Isère) et une place de Saint-Pierre-de-Chandieu (Rhône) portent son nom.